# محطة المدينة المنورة
محطة سكة حديد الحجاز في المدينة المنورة، وتعرف أيضًا بـالأستسيون هي المحطة النهائية لسكة حديد الحجاز وتبعد 1320.5 كيلومترًا عن محطة الحجاز في دمشق، افتتحت في الأول من سبتمبر  عام 1908، وهي من أبرز محطات سكة حديد الحجاز، فقد بينت بتصميم معماري فريد على مقربة من مسجد العنبرية والذي بناه السلطان عبدالحميد الثاني كما بنى السكة بمحطاتها. وتعرضت المحطة للتوقف المتقطع أثناء الحرب العالمية الأولى حتى توقفت نهائيًا في عام 1921، الآن حُولت إلى متحف فأهّلت ورممت لتصبح متحف سكة الحجاز.

## التسمية
اشتهرت المحطة باسم الأستسيون أو الأستصيون وهي كلمة تركية (بالتركية: istasyon)‏ تعني المحطة، وقد استخدم سكان المدينة المنورة هذه التسمية لمحطة سكة حديد الحجاز منذ افتتاحها حتى وقتنا الحاضر.

## الموقع
تقع المحطة غرب المسجد النبوي الشريف وتبعد عنه كيلومترًا واحدًا تقريبًا، في المنطقة المعروفة حاليا بالعنبرية بجوار مسجد العنبرية وباب العنبرية، الذي أزيل لغرض توسعة الشوارع.

## أول قطار
وصل أول قطار إلى محطة المدينة المنورة في 22 رجب 1326 الموافق 23 أغسطس 1908، وأقيم فيها الاحتفال الرسمي لافتتاح سكة حديد الحجاز ولكن بعد الوصول بأسبوع أي في 1 سبتمبر والذي هو نفسه يوم الذكرى الثانية والثلاثين لتولي السلطان عبد الحميد الثاني السلطنة «وكان سرور أهل المدينة عظيمًا جدًا ... وقد طلب أهالي المدينة إعادة هذا الاحتفال بمناسبة وضع أول حجر لبناء جامع الحميدية قرب هذه المحطة. وعلة هذا فقد اعيد الاحتفال بحضور 30 ألف شخص ودعي لهذه الحفلة الممثلون المسلمون للصحف الأجنبية وكثير من الجاليات الإسلامية... المحتفلون كانت غايتهم إظهار فرحتهم الكبرى باتصال العالم الإسلامي مع المدينة المنورة بواسطة هذا الخط الحديدي»

## الوصف
محطة قطارات مستطيلة الشكل يبلغ طولها حوالي 700 مترًا وعرضها حوالي 150 مترًا، ومحاطة بسور مبني من الحجر البازلتي الأسود، وتشتمل على مجموعة المباني.
" جرى...افتتاح المحطة [محطة المدينة المنورة] التي شيدت خارج أبوباب المدينة وأنيرت بمصابيح الكهرباء وهي تشبه في مخططها العام محطة الحجاز ولكن ولكن حجرها من البازلت الأزرق، وتزييناتها أقل وكذلك نقوشها قليلة وأبعادها أصغر من محطة الحجاز"
وقد أمر السلطان عبدالحميد الثاني بعد إتمام بناء سكة حديد الحجاز ببناء مسجد المحطة عام 1908م بالقرب من ميدان العنبرية

## مكونات المحطة
- مبنى المحطة الرئيسية
- مبنى ورشة رئيسي
- برج مياه مع أربعة خزنات (الأكبر على طول السكة)
- 4 قاطرات سحب [7]
- بئر مياه

## توصيل السكة إلى المسجد النبوي الشريف

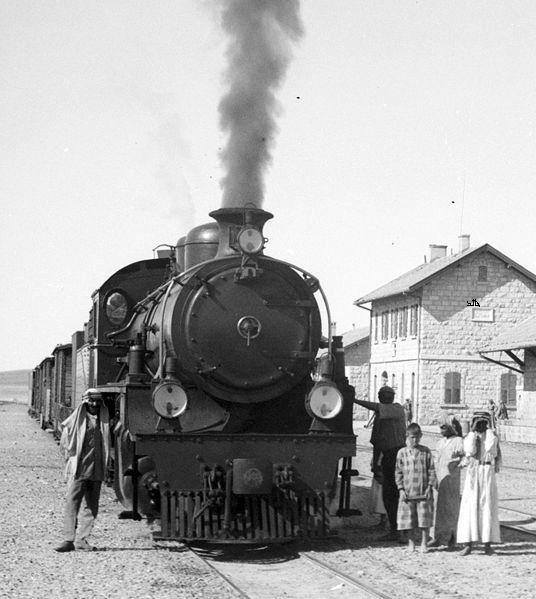
قطار في محطة المدينة المنورة

خلال الحرب العالمية الأولى مدت سكة حديد الحجاز من محطة المدينة المنورة الواقعة في العنبرية إلى المسجد النبوي الشريف مرورًا بشارع العنبرية، وذلك لنقل العهدة النبوية الشريفة ومقتنيات وهدايا الحجرة النبوية الشريفة والآثار النبوية من المدينة إلى اسطنبول، وذلك بغرض حمايتها من الأضرار التي من الممكن أن تلحق بها، وتعرض الآن العهدة الشريفة في الجناح الخاص السابق في قصر توبكابي باسطنبول في تركيا.

## القاطرات المحتجزة
بعد قطع خط سكة الحجاز في شمال الجزيرة العربية اثر التفجيرات التي قام بها القوات العربية خلال الثورة العربية بمساعدة لورنس عام 1916، احتجزت في محطة المدينة خمسة قطارات بعرباتها صالحة للعمل وهي:
- هارتمان رقم 54 1907/3094
- هارتمان رقم 105 1910/3465
- هارتمان رقم 111 1912/3546
- اس ال ام ( SLM ) رقم 151 1912/2286
- اس ال ام ( SLM ) رقم 158 1912/2293.

## أهمية المحطة

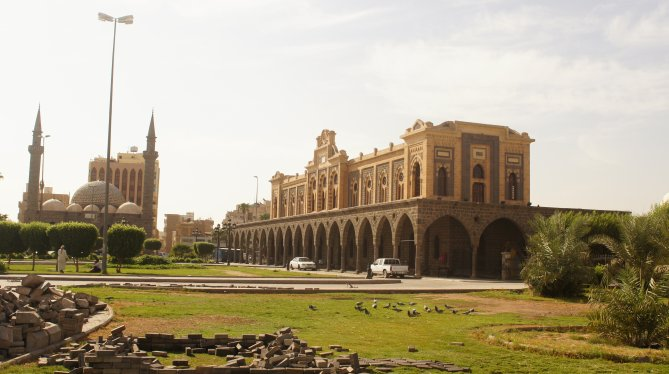
محطة المدينة المنورة وبجوارها مسجد العنبرية العثماني الطراز

يعتبر الأستسيون المحطة الأخيرة من محطات سكة حديد الحجاز، التي تمتد من دمشق حتى المدينة المنورة. حيث سهلت اجتياز المسافة من دمشق إلى المدينة المنورة في خمسة أيام فقط بدلًا من أربعين يومًا، وكان الوقت الفعلي الذي كان يستغرقه القطار هو (72) ساعة فقط، أما بقية الأيام الخمسة فكانت تهدر في وقوف القطار في المحطات وتغيير القاطرات.كما أسهم إنشاء المحطة في تطوير حركة العمران التي ساهم إنشاؤها في إضاءة المدينة المنورة بالكهرباء لأول مرة، حيث ابتدأت إنارة الحرم النبوي الشريف يوم افتتاح سكة الحديد، وربط شبكة الهاتف والتلغراف الموجودة مسبقا بالمحطات الكبيرة بين المدينة ودمشق مثل العلا ومدائن صالح وتبوك ومعان وعمّان ودرعا ودمشق. وفي عام 1908 عند افتتاح الخط ووصول الوالي العثماني في الحجاز فخري باشا أسس شبكة اتصال هاتفي داخل المدينة وأحضر مقسمًا بسعة (50) خطًا هاتفيًا، كما جعل المدينة المنورة محافظة مستقلة مرتبطة مباشرة بوزارة الداخلية العثمانية.وقد استخدمت المحطة في بعض الأغراض العسكرية، ولا يتنافى هذا مع كونها أنشئت أساسًا لأغراض غير عسكرية، فأسهمت في توطيد سلطة الدولة في الحجاز.

## الآثار التاريخية
كان جزء من الأرض التي بنيت عليها المحطة مشغول بأحد المساجد التاريخية من عهد الرسولﷺ وهو مسجد السقيا  الذي بنيت قبة الرسول في موضعه عندما استعرض جيشه عند خروجه لغزوة بدر، وقام مصممو المحطة بترك المسجد في موضعه مع إجراء بعض الترميمات والاصلاحات، ولازال المسجد قائما حتى اليوم.

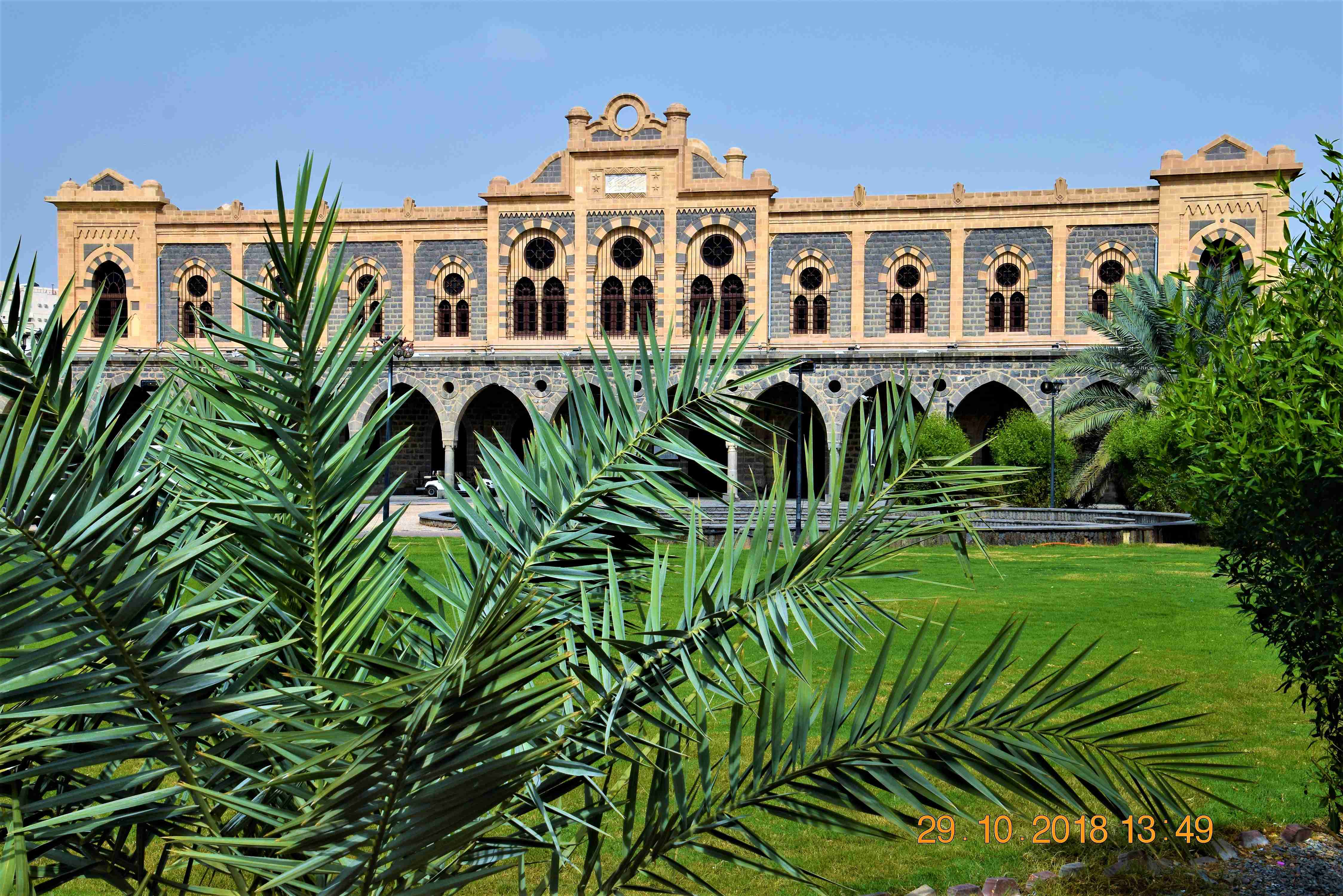

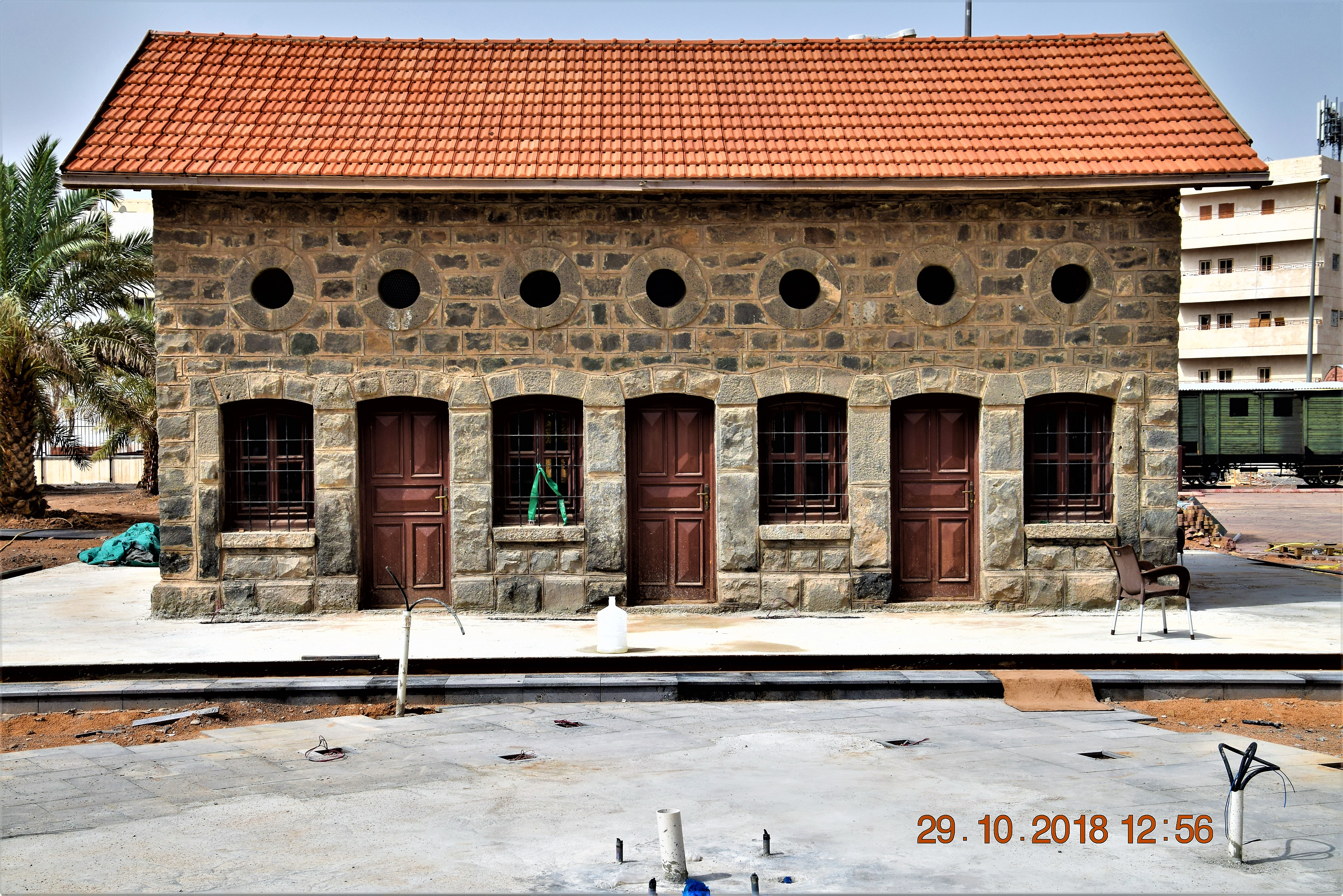

## وصلات خارجية
- محطة قطار الحجاز